# Querelle des Anciens et des Modernes
Als Querelle des Anciens et des Modernes [kəˈʀɛl dezɑ̃ˈsjɛ̃ edemɔˈdɛʀn] (französisch für Streit der Alten und der Neuen) bezeichnet man eine geistesgeschichtliche Querele in Frankreich an der Wende vom 17. zum 18. Jahrhundert. Es ging dabei um die Frage, inwiefern die Antike noch das Vorbild für die zeitgenössische Literatur und Kunst sein könne.

## Geschichte
Ausgelöst wurde die Debatte am 27. Januar 1687 in der Académie française, als Charles Perrault – anlässlich der Genesung Ludwigs XIV. – sein Gedicht Le siècle de Louis le Grand vortrug, in dem er das Zeitalter Ludwigs XIV. als Ideal pries und zugleich mit Hinweis auf das augusteische Zeitalter die Vorbildfunktion der Antike in Frage stellte:
| La belle Antiquité fut toujours vénérable;                                                          | Die schöne Antike verdiente immer Verehrung,                   |
| Mais je ne crus jamais qu’elle fût adorable.                                                        | Doch nie, glaubte ich, Anbetung.                               |
| Je voy les Anciens sans plier les genoux,                                                           | Ich sehe die Menschen der Antike, ohne die Knie zu beugen,     |
| Ils sont grands, il est vray, mais hommes comme nous;                                               | Sie sind groß, das ist wahr, doch Menschen wie wir;            |
| Et l’on peut comparer sans craindre d’estre injuste,                                                | Und man kann den Vergleich anstellen, ohne ungerecht zu sein,  |
| Le Siecle de LOUIS au beau Siecle d’Auguste.                                                        | Zwischen dem Zeitalter von LOUIS und dem schönen des Augustus. |
| Charles Perrault: Parallèle des anciens et des modernes en ce qui regarde les arts et les sciences. |                                                                |

Dies erregte unverzüglich den Protest des Akademiemitglieds Nicolas Boileau-Despréaux. Der Streit verschärfte sich, als Perrault ab 1688 die vier Bände seiner Parallèle des anciens et des modernes publizierte, worin er seine Angriffe auf die Alten wiederholte, indem er in einem fiktiven Dialog ihre vermeintlich schwachen Leistungen mit den – in beinahe allen Bereichen des menschlichen Lebens überlegenen – Errungenschaften der Modernen konfrontierte. Zuletzt musste er allerdings konzedieren, dass die Leistungen der Alten in der Kunst und Literatur offensichtlich nicht mit den allgemeinen gesellschaftlichen Entwicklungen zu verrechnen seien und daher auch an sich einen Wert darstellen können.
In der Folge bildeten sich zwei Lager heraus, die sich mit zahlreichen Publikationen bekämpften. Außer den Genannten zählten zu den „Alten“ unter anderen Jean Racine, Jean de La Fontaine und Jean de La Bruyère, zu den „Modernen“ vor allem Bernard Le Bovier de Fontenelle und Jean Desmarets de Saint-Sorlin. Der Streit ging dabei im Grunde um zwei gegensätzliche ästhetische Modelle: zum einen das Prinzip der Nachahmung, das sich an der Antike als absoluten Schönheitsideal orientierte, andererseits das Prinzip der freien Imagination des Genies, das aus sich selbst schöpft.
Auf Vermittlung Antoine Arnaulds (1612–1694) kam es schließlich zu einem versöhnlichen Brief Boileaus an Perrault und am 30. August 1694 sogar zu einer öffentlichen Umarmung der beiden in der Académie française. Betrachtet man die Reaktion des zeitgenössischen Publikums, so behielten Perrault und seine Partei die Oberhand. Naturgemäß führte die „Querelle“ aber zu keinem eindeutigen Sieg, sondern verlief allmählich im Sande.
Allerdings kam es im zweiten Jahrzehnt des 18. Jahrhunderts zu einem Wiederaufflammen der Debatte: 1713 publizierte Antoine Houdar de La Motte (1672–1731) – zu diesem Zeitpunkt waren Perrault und Boileau bereits tot – eine Übertragung der Ilias, die gegenüber dem Original deutlich gekürzt und an mehreren Stellen mit dem Ziel, „Fehler“ Homers auszumerzen, verändert worden war. Dem eigentlichen Text stellte La Motte einen Discours sur Homère voran, worin er sein Vorgehen rechtfertigte. Dennoch erregte er den Widerspruch von Anne Dacier (1654–1720), die 1714 mit ihrem Buch Des causes de la corruption du goût reagierte. In Verlängerung einer Diskussion aus dem dritten Dialog in Perraults Parallèle kam es so zu einer Debatte über den Vorzug von Original oder Übersetzung. Dieser Streit, in den auch andere Autoren, insbesondere François de Salignac de La Mothe-Fénelon (1651–1715), der Abbé Jean Terrasson (1670–1750) und Jean Boivin (1663–1725) eingriffen, endete 1716 wiederum mit einer persönlichen Versöhnung der Hauptkontrahenten und ging unter dem Namen „Querelle d’Homère“ in die Literaturgeschichte ein.
Auch wenn der Disput sich damit im Wesentlichen erschöpft hatte, wirkten die von der „Querelle“ gegebenen Anstöße in die Diskussion der Aufklärer hinein und darüber hinaus bis in die Romantik weiter. Der antike Einfluss in der französischen Literatur blieb unterdessen stark und lässt sich selbst bei Baudelaire noch nachweisen.

## Geschichtlicher Hintergrund
Die Grundlagen der Querelle des Anciens et des Modernes wurde in Frankreich wenigstens 25 Jahre zuvor gelegt. Nach der persönlichen Machtübernahme durch Ludwig XIV. stellte sich die Frage, welches das angemessene kulturelle Dekor für die Illustration dieser Herrschaft sei. Desmarets de Saint-Sorlin vertrat dabei in zahlreichen polemischen Schriften die Auffassung, dass eine moderne französische Literatur nur dann den Anforderungen der Gegenwart entspreche, wenn sie auch christlich sei. So könne es eine neuzeitliche und christliche Monarchie nicht ertragen, wenn sie mit den Mitteln der antiken Kunst und Literatur gepriesen würde, denn mit dem antiken Pantheon könne man keine wahrhaftige Literatur produzieren, zumal die Götter der Antike alles unglaubwürdige Götter einer heidnischen Religion seien. Einzig eine von christlichen Quellen, Heiligenlegenden, Kämpfen zwischen Himmel und Hölle, Einsatz der Engel etc. geprägte Literatur sei eines christlichen Königs würdig. Dabei muss als Hintergrund beachtet werden, dass die Türkenkriege in den 1660er Jahren neue Kreuzzugsgedanken aufkeimen ließen, die Desmarets de Saint-Sorlin selbst in einem Avis du Saint Esprit au Roy (1662) formulierte: An der Spitze eines christlichen Heeres solle Ludwig XIV. die häretischen Staaten wie Holland und England besiegen, um dann mit massiver Unterstützung Europas gegen die Türken im Osten Europas zu einem neuen Kreuzzug aufzubrechen. Die christliche Wendung der Herrschaft des sich ganz säkular gebenden Ludwigs XIV. war also vor allem auch eine Frage der politischen Perspektive, die dem König für sein weiteres Wirken angeboten wurde.
Dagegen zog Nicolas Boileau in seinem Art poétique (1674) zu Felde, in dem er diese Konzeption Desmarets de Saint-Sorlins lächerlich machte und den Einsatz der antiken Götterwelt pries. Zuvor hatte Desmarets de Saint-Sorlin, der bereits dem Tode nahe war, Charles Perrault als seinen intellektuellen Erben und den Sachwalter einer im christlichen Sinne modernen Literatur eingesetzt.
Es ging also weniger um die Vorbildgeltung der Antike als um die Frage, ob eine aktuelle französische Literatur auf der symbolischen Ebene der poetischen Formen das Bündnis mit der katholischen Kirche vorführen sollte oder im Sinne einer relativen Autonomie der künstlerischen Formen weiterhin mit den Mitteln der antiken Kulturen eine moderne französische Literatur produzieren könne. Das Modell dafür hatte beispielsweise Jean de La Fontaine in seinen Fabeln geliefert, in denen Handlungsstränge antiker Erzählungen zu Texten des 17. Jahrhunderts verarbeitet wurden.
Da auch Charles Perrault feststellen musste, dass einer von christlichem Apparat bestimmten Literatur kein Erfolg beschieden war, setzte er in zunehmendem Maße auf das Wunderbare der märchenhaften Erzählungen und lieferte auf diese Weise eine eigene Antwort auf den Streitpunkt der Anciens und der Modernes, indem er sich aus dieser Linie zurückzog und ein weltliches merveilleux erzeugte, das weder der Antike noch dem Christentum verpflichtet war.

## Internationale Auswirkungen
Da die französische „Querelle“ bereits innerhalb einer längeren europäischen Tradition von Auseinandersetzungen mit ähnlichen Strukturen stand (insbesondere während der Renaissance), wurde der Streit zwischen Perrault und Boileau schnell auch jenseits der Grenzen Frankreichs bekannt und in verschiedenen Ausformungen an die jeweiligen Gegebenheiten angepasst.
Noch während der Diskussionen in der Académie française veröffentlichte Sir William Temple (1628–1699) als Reaktion auf Fontenelles Digression sur les Anciens et les Modernes (1688) seinen Essay upon the ancient and modern learning (1690). Auf den wiederum reagierte William Wotton (1666–1727) mit seinen Reflections upon ancient and modern learning (1694). So entwickelte sich auch in England ein Streit, in den zudem Richard Bentley (1662–1742) und Alexander Pope (1688–1744) eingriffen. Ihren gängigen Namen Battle of the Books bekam die englische Debatte von Temples Sekretär Jonathan Swift (1667–1745), der 1704 ebenfalls, wenn auch anonym, einen Beitrag unter dem Titel Full and True Account of the Battle fought last Friday between the Ancient and the Modern Books in St. James’s Library veröffentlichte.
Als deutsche Variante der französischen „Querelle“ kann man die Auseinandersetzung zwischen Johann Christoph Gottsched, Johann Jakob Bodmer und Johann Jakob Breitinger über das „Wunderbare“ betrachten. Einen wichtigen Beitrag für den Transfer des französischen Streites in den deutschsprachigen Raum leistete Johann Joachim Winckelmann mit seinen Gedancken über die Nachahmung der Griechischen Wercke in der Mahlerey und Bildhauer-Kunst von 1755. Um die Mitte des 18. Jahrhunderts erscheint die „Querelle“-Thematik erneut bei Gotthold Ephraim Lessing und gegen Ende des Jahrhunderts dann in den Schriften Johann Gottfried Herders, Friedrich Schillers und Friedrich Schlegels. – Die Antike blieb während des gesamten 18. Jahrhunderts in den ästhetischen Debatten des deutschsprachigen Raumes präsent. Doch die Diskursformationen und die interessegeleiteten Vereinnahmungen der Antike sind zur Aufklärungszeit von denjenigen des Französischen Klassizismus klar unterschieden.

### Primärtexte
- Paul Pellisson: Relation contenant l’histoire de l’Académie Françoise. Augmentée de divers ouvrages du mesme auteur. Pierre le Petit, Paris 1672.
- Charles Perrault: Parallèle des anciens et des modernes en ce qui regarde les arts et les sciences (Theorie und Geschichte der Literatur und der schönen Künste, 2). Eidos Verlag, München 1964 (Faksimiledruck der vierbändigen Originalausgabe Paris 1688–1696).
- Hermann Josef Real: Jonathan Swift, the battle of the books. Eine historisch-kritische Ausgabe mit literarhistorischer Einleitung und Kommentar (Quellen und Forschungen zur Sprach- und Kulturgeschichte der germanischen Völker, N. F. 71 = 195). De Gruyter, Berlin 1978, ISBN 3-11-006985-7 (zugleich Habilitationsschrift, Universität Münster 1976).
- François de Salignac de La Mothe-Fénelon (hg. von Barbara Warnick): Fenelon’s Letter to the French Academy. With an introduction and commentary. University Press of America, Lanham MD 1984, ISBN 0-8191-3651-4 (kommentierte und annotierte Übersetzung von François Fénelons Lettre à l’Académie).
- Charles Perrault: Mémoires de ma vie. Éditions Macula, Paris 1993, ISBN 2-86589-041-4.
- Anne-Marie Lecoq: La querelle des anciens et des modernes. XVIIe–XVIIIe siècles. Gallimard, Paris 2001, ISBN 2-07-038752-6.

### Monographien
- Gyula Alpár: Der Streit der Alten und Modernen in der deutschen Literatur bis um 1750 (A Német Intézet értekezései; 16). Mayer, Pécs 1939 (zugleich Dissertation, Universität Pécs 1939).
- August Buck: Die „Querelle des anciens et des modernes“ im italienischen Selbstverständnis der Renaissance und des Barock (Sitzungsberichte der wissenschaftlichen Gesellschaft an der Johann Wolfgang Goethe-Universität Frankfurt am Main, Band 11, Nr. 1). Steiner, Wiesbaden 1973.
- Joan E. DeJean: Ancients against moderns. Culture wars and the making of a fin de siècle. University Press, Chicago, Ill. 1997, ISBN 0-226-14137-3.
- Hubert Gillot: La Querelle des Anciens et des Modernes en France. De la „Défense et Illustration de la langue française“ aux „Parallèles des anciens et des modernes“. Slatkine, Genf 1968 (Nachdruck der Ausgabe Paris 1914).
- Achim Hölter: Die Bücherschlacht. Ein satirisches Konzept in der europäischen Literatur (Aisthesis Essay; 5). Aisthesis-Verlag, Bielefeld 1995, ISBN 3-89528-115-8.
- August S. Irailh: Querelles littéraires, ou Mémoires pour servir à l’histoire des révolutions de la république des Lettres, depuis Homère jusqu'à nos jours. Slatkine, Genf 1967 (4 Bände, Nachdruck der Ausgabe Paris 1761).
- Hans R. Jauß: Literaturgeschichte als Provokation (edition suhrkamp; 418). Suhrkamp, Frankfurt/M. 1997, ISBN 3-518-10418-7.
- Peter K. Kapitza: Ein bürgerlicher Krieg in der gelehrten Welt. Zur Geschichte der Querelle des Anciens et des Modernes in Deutschland. Fink, München 1981, ISBN 3-7705-1927-2 (zugleich Habilitation, Universität Erlangen 1981).
- Hans Kortum: Charles Perrault und Nicolas Boileau. Der Antike-Streit im Zeitalter der klassischen französischen Literatur (Neue Beiträge zur Literaturwissenschaft; 22). Rütten & Loening, Berlin 1966.
- Werner Krauss, Hans Kortum (Hrsg.): Antike und Moderne in der Literaturdiskussion des 18. Jahrhunderts (Schriftenreihe der Arbeitsgruppe zur Geschichte der deutschen und französischen Aufklärung; 7). Akademie Verlag, Berlin 1966.
- Reinhard Krüger: Zwischen Wunder und Wahrscheinlichkeit. Die Krise des französischen Vers-Epos im 17. Jahrhundert (Marburger Romanistische Arbeiten; 1). Hitzeroth-Verlag, Marburg 1986.
- Joseph M. Levine: The battle of the books. History and literature in the Augustan Age. Cornell University Press, Ithaca NY 1991, ISBN 0-8014-2537-9.
- Christoph Oliver Mayer: Institutionelle Mechanismen der Kanonbildung in der Académie française. Die Querelle des Aciens et des Modernes im Frankreich des 17. Jahrhunderts. Peter Lang, Frankfurt/M. 2012.
- Marlene Meuer: Polarisierungen der Antike. Antike und Abendland im Widerstreit – Modellierungen eines Kulturkonflikts im Zeitalter der Aufklärung. Winter, Heidelberg 2017, ISBN 978-3-8253-6240-9 (Print), ISBN 978-3-8253-7757-1 (elektronisch).
- Urs Müller: Feldkontakte, Kulturtransfer, kulturelle Teilhabe. Winckelmanns Beitrag zur Etablierung des deutschen intellektuellen Felds (Transfer. Die deutsch-französische Kulturbibliothek; 24). Leipziger Universitätsverlag, Leipzig 2005, ISBN 3-86583-035-8 (2 Bände).
- Thomas Pago: Gottsched und die Rezeption der Querelle des Anciens et des Modernes in Deutschland. Untersuchung zur Bedeutung des Vorzugsstreits für die Dichtungstheorie der Aufklärung. Verlag Meidenbauer, München 2003, ISBN 3-89975-032-2 (zugleich Dissertation, Universität München 1988).
- Hippolyte Rigault: Histoire de la querelle des anciens et des modernes. Franklin Books, New York 1965 (Nachdruck der Ausgabe Paris 1856).
- Hans G. Rötzer: Traditionalität und Modernität in der europäischen Literatur. Ein Überblick vom Attizismus-Asianismus-Streit bis zur „Querelle des Anciens et des Modernes“. Wissenschaftliche Buchgesellschaft, Darmstadt 1979, ISBN 3-534-07611-7.
- Jochen Schlobach: Zyklentheorie und Epochenmetaphorik. Studien zur bildlichen Sprache der Geschichtsreflexion in Frankreich von der Renaissance bis zur Frühaufklärung (Humanistische Bibliothek/Reihe I; 7). Fink, München 1980, ISBN 3-7705-1282-0 (zugleich Habilitationsschrift, Universität Saarbrücken 1974).
- Marie-Luise Spieckermann: William Wottons „Reflections upon Ancient and Modern Learning“ im Kontext der englischen „Querelle des anciens et des modernes“ (Europäische Hochschulschriften/3; 153). Lang, Frankfurt/M. 1981, ISBN 3-8204-5885-9.
- Péter Szondi: Antike und Moderne in der Ästhetik der Goethezeit. Hegels Lehre von der Dichtung In: ders.: Poetik und Geschichtsphilosophie. Hrsg. von Senta Metz u. a. Suhrkamp, Frankfurt/M. 2001. (suhrkamp wissenschaft; 40). ISBN 3-518-27640-9.
- Péter Szondi: Von der normativen zur spekulativen Gattungspoetik. Schellings Gattungspoetik. In: ders.: Poetik und Geschichtsphilosophie. Hrsg. von Wolfgang Fietkau u. a. Suhrkamp, Frankfurt/M. 2001 (suhrkamp wissenschaft; 72). ISBN 3-518-27672-7.

### Aufsätze
- Manfred Fuhrmann: Die „Querelle des Anciens et des Modernes“, der Nationalismus und die deutsche Klassik. In: Bernhard Fabian u. a. (Hrsg.): Deutschlands kulturelle Entfaltung. Die Neubestimmung des Menschen (Studien zum achtzehnten Jahrhundert; 2/3). Kraus, München 1980, ISBN 3-601-00014-8, S. 49–67.
- Hans R. Jauß: Antiqui / moderni. Querelle des Anciens et des Modernes. In: Joachim Ritter (Hrsg.): Historisches Wörterbuch der Philosophie. Schwabe, Basel 2007, ISBN 978-3-7965-0115-9 (1 CD-ROM; hier: Band 1, Sp. 410–414).
- Hans R. Jauß: Ästhetische Normen und geschichtliche Reflexion in der „Querelle des Anciens et des Modernes“. In: Charles Perrault: Parallèle des anciens et des modernes en ce qui regarde les arts et les sciences (Theorie und Geschichte der Literatur und der schönen Künste; 2). Eidos-Verlag, München 1964, S. 8–64 (Nachdruck der Ausgabe Paris 1688–1696).
- Peter K. Kapitza: Dichtung als Bienenwerk. Traditionelle Bildlichkeit in der Imitatio-Lehre. In: Jahrbuch der Jean-Paul-Gesellschaft. Jahrgang 9 (1974), S. 79–101.
- Peter K. Kapitza: Der Zwerg auf den Schultern des Riesen. In: Rhetorik. Band 2 (1981), S. 49–58.
- Till R. Kuhnle: Querelle. In: Gert Ueding (Hrsg.): Historisches Wörterbuch der Rhetorik. Niemeyer, Tübingen 2005, ISBN 3-484-68100-4, Band 7, Sp. 503–523.
- Fritz Martini: Modern, Die Moderne. In: Paul Merker (Begr.), Werner Kohlschmidt u. a. (Hrsg.): Reallexikon der deutschen Literaturgeschichte. De Gruyter, Berlin 2001, ISBN 3-11-017252-6 (5 Bände, hier Band 2, 391–415).
- Karl Menges: Herder und die „Querelle des Anciens et des Modernes“. Eine wirkungsgeschichtliche Replik. In: Walter Haug, Wilfried Barner (Hrsg.): Ethische contra ästhetische Legitimation von Literatur. Traditionalismus und Modernismus. Kontroversen um den Avantgardismus (Kontroversen, alte und neue; 8). Niemeyer, Tübingen 1986, ISBN 3-484-10532-1, S. 154–160.
- Alain Niderst: Les „Gens de Paris“ et les „Gens de Versailles“. In: Louis Godard de Donville (Hrsg.): D’un siècle à l’autre. Anciens et modernes (XVIe colloque, Janvier 1986; Centre Méridional de Rencontres sur le XVIIe siècle; 17). Édition du CNRS, Paris 1987, ISBN 2-902135-04-1, S. 159–165 [Disk. 166–169].
- Maike Oergel: Ende der „Querelle“? Deutsche und britische Definitionen der modernen Identität im Kulturschatten der Antike 1750–1870. In: Horst Turk, Gesa von Essen (Hrsg.): Unerledigte Geschichten. Der literarische Umgang mit Nationalität und Internationalität (Veröffentlichung aus dem Göttinger Sonderforschungsbereich 529 „Internationalität nationaler Literaturen“, Serie B: Europäische Literaturen und internationale Prozesse; 3). Wallstein-Verlag, Göttingen 2000, ISBN 3-89244-368-8, S. 72–99.
- Volker Roloff (Hrsg.): Tradition und Modernität. Aspekte der Auseinandersetzung zwischen Anciens und Modernes (Kultur und Erkenntnis; 6). Verlag Hobbing, Essen 1989, ISBN 3-920460-25-1, S. 1–12.
- Jürgen von Stackelberg: Das Bienengleichnis. Ein Beitrag zur Geschichte der literarischen Imitatio. In: Romanische Forschungen, Band 68 (1956), S. 271–293.
- Jürgen von Stackelberg: Die „Querelle des Anciens et des Modernes“. Neue Überlegungen zu einer alten Auseinandersetzung. In: Wolfenbütteler Studien zur Aufklärung. Band 6 (1980), S. 35–51.
- Jürgen Wilke: Der deutsch-schweizerische Literaturstreit. In: Franz J. Worstbrock, Helmut Koopmann (Hrsg.): Formen und Formgeschichte des Streitens. Der Literaturstreit (Kontroversen, alte und neue; 2). Niemeyer, Tübingen 1986, ISBN 3-484-10526-7, S. 140–151.